# Gmina Hjo
Gmina Hjo (szw. Hjo kommun) – gmina w Szwecji, w regionie Västra Götaland nad jeziorem Wetter, z siedzibą w Hjo.
Pod względem zaludnienia Hjo jest 235. gminą w Szwecji. Zamieszkuje ją 8822 osoby, z czego 50,33% to kobiety (4440) i 49,67% to mężczyźni (4382). W gminie zameldowanych jest 155 cudzoziemców. Na każdy kilometr kwadratowy przypada 29,56 mieszkańca. Pod względem wielkości gmina zajmuje 229. miejsce.
Hjo to dawna miejscowość uzdrowiskowa. Mieści się tutaj m.in. Muzeum Motyli oraz Szkoła Artystyczna. Hjo jest miastem, w którym przypada najwięcej fryzjerów na jednego mieszkańca w całej Szwecji. Najważniejszym zabytkiem jest budynek w parku miejskim, w którym obecnie mieści się muzeum. Przez miasto przepływa rzeka Hjoan.